# Thomas Stafford
Thomas Patten Stafford (Weatherford, 17 de setembro de 1930 — Satellite Beach, 18 de março de 2024) foi um astronauta norte-americano e tenente-general da Força Aérea dos Estados Unidos.

## Biografia
Formou-se na Academia Naval em Annapolis em 1952 e graduou-se como segundo-tenente da Força Aérea. Nos anos 1950, foi designado para servir nas forças americanas estacionadas na Alemanha Ocidental, como líder de esquadrão de pilotos de caça.
Stafford foi selecionado para o grupo de astronautas da NASA de 1962, e integrado aos programas Gemini e Apollo. Em dezembro de 1965 ele subiu ao espaço como piloto da Gemini VI, que realizou o primeiro encontro em órbita entre duas naves espaciais com a Gemini VII, e no ano seguinte comandou a Gemini IX.
Em maio de 1969, Tom Stafford foi o comandante da missão Apollo 10, que realizou todo o ensaio de procedimentos para o pouso lunar, à exceção da alunissagem propriamente dita, reservada para a missão seguinte, a que entraria para a história. Nesta missão, a tripulação também realizou o trabalho de mapeamento e avaliação de locais de pouso para a Apollo 11. Na viagem de volta, a Apollo 10 quebrou o recorde mundial de velocidade atingida pelo homem, atingindo cerca de 40 mil km/h no espaço, segundo o Livro Guinness de Recordes.

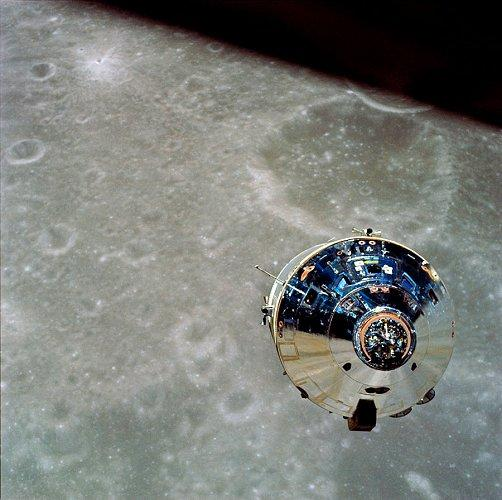
ML Charlie Brown da Apollo 10 em órbita da Lua

Após sua jornada à Lua, Stafford foi escolhido pela NASA como chefe da equipe de astronautas, responsável pela escolha das tripulações das futuras missões Apollo e Skylab, incrementando os processos de treinamento, coordenação e controle de todas as atividades envolvendo o grupo de astronautas.
Seu quarto e último voo espacial ocorreu em 1975, como comandante do lado norte-americano da missão conjunta Apollo-Soyuz, que culminou com o histórico primeiro encontro de americanos e soviéticos, comandado por Alexei Leonov, primeiro homem a caminhar no espaço em 1965, em órbita.
Após uma brilhante carreira na Aeronáutica que o levou ao posto de tenente-brigadeiro, Stafford, um dos mais respeitados astronautas por seus próprios companheiros e pela direção da NASA e do governo americano — foi assessor especial dos projetos espaciais para base na Lua e uma missão para exploração de Marte do presidente George H. W. Bush, em 1990 — tendo por fim se aposentou e passado a viver na cidade de Oklahoma City, em seu estado natal.
Stafford faleceu no dia 18 de março de 2024.